# Aepypodius
Aepypodius é um gênero de aves da família Megapodiidae.

## Espécies
Duas espécies são reconhecidas:
- Aepypodius arfakianus Salvadori, 1877
- Aepypodius bruijnii Oustalet, 1880